# Catedral basílica Reina de la Paz (San Miguel)
La Catedral Basílica Santuario Nuestra Señora de la Paz, más conocida como Catedral de San Miguel, se encuentra ubicada en la ciudad de San Miguel, El Salvador.

## Historia
En 1740 el alcalde mayor de San Salvador, Manuel Gálvez del Corral, establecía en un informe que en San Miguel existía una iglesia parroquial junto a dos conventos (San Francisco y La Merced) y dos ermitas (San Sebastián y el Calvario).
En 1862 dicha iglesia parroquial, que llevaba por nombre «San Miguel Arcángel»,  fue demolida para erigir un templo más grande que también serviría como oratorio de veneración a la Virgen Nuestra Señora de la Paz. Se presume que la primera piedra fue colocada por el presidente Gerardo Barrios el día 21 de noviembre de ese mismo año.
El primer encargado de su edificación fue el ingeniero inglés William Kirk quien debió abandonar el proyecto poco después de la muerte de Barrios. Aún sin terminar, el templo obtuvo el grado de catedral por decreto papal de Pío X, el 11 de febrero de 1913. Ocho años después, precisamente el 21 de noviembre de 1921, monseñor Juan Antonio Dueñas y Argumedo proclamó el Patronato de Nuestra Señora de la Paz, así como dio coronación pontificia de la imagen en nombre del papa Benedicto XV. La catedral se declaró concluida en 1962 con el impulso del párroco Óscar Romero, exactamente un siglo después de su inicio.

## Características
Se dice que el principal material utilizado para la construcción de la catedral, fue la piedra volcánica transportada desde el volcán de San Miguel que es popularmente conocida como «curruncha». El estilo del templo es ecléctico y varios materiales fueron encargados en el extranjero, tales como la estructura metálica del techo y cielo falso que provinieron desde Bélgica, en 1926. Las piezas fueron ensambladas por el ingeniero filipino Alberto C. Geraldo quien también inició la erección de las torres de 57 metros del campanario, las cuales son el distintivo del edificio.
Además, las campanas provienen de Alemania, los vitrales con figuras bíblicas fueron elaborados en México, y el altar mayor de mármol, en el que se encuentra la imagen de Nuestra Señora de la Paz, es originario de Italia. En el exterior del templo se encuentran dos bustos en mármol de Luis de Moscoso y Gerardo Barrios; mientras que en la parte superior de la fachada se halla una efigie de Cristo Rey.
La catedral puede albergar en su interior hasta dos mil personas, por lo que se considera la segunda con mayor capacidad en el país después de la Catedral Metropolitana de San Salvador; así como la construcción más alta de la zona oriental de El Salvador con una altura de 25 metros desde el suelo hasta el techo.